# She Doesn't Mind
She Doesn't Mind è un brano del cantante giamaicano Sean Paul, pubblicato come secondo singolo del suo quinto album in studio, Tomahawk Technique. Il brano è stato pubblicato su iTunes il 31 ottobre 2011, ma in alcuni Paesi, come il Regno Unito, ha avuto maggior successo il remix a cura di Pitbull pubblicato il 26 marzo 2012.

## Tracce
Download digitale iTunes
1. She Doesn't Mind – 3:47

Download digitale iTunes (remix di Pitbull)
1. She Doesn't Mind (feat. Pitbull) – 4:00

## Classifiche
| Classifica        | Posizione massima |
| ----------------- | ----------------- |
| Australia         | 46                |
| Austria           | 1                 |
| Belgio (Fiandre)  | 5                 |
| Belgio (Vallonia) | 4                 |
| Finlandia         | 14                |
| Francia           | 3                 |
| Lussemburgo       | 4                 |
| Regno Unito       | 2                 |
| Stati Uniti       | 78                |

## Date di pubblicazione
| Nazione     | Data              | Formato           | Etichetta |
| ----------- | ----------------- | ----------------- | --------- |
| Francia     | 29 settembre 2011 | Radio             | Atlantic  |
| Francia     | 31 ottobre 2011   | download digitale | Atlantic  |
| Stati Uniti | 1º novembre 2011  | download digitale | Atlantic  |
| Canada      | 1º novembre 2011  | download digitale | Atlantic  |
| Svezia      | 9 novembre 2011   | download digitale | Atlantic  |
| Belgio      | 18 novembre 2011  | download digitale | Atlantic  |
| Lussemburgo | 18 novembre 2011  | download digitale | Atlantic  |
| Paesi Bassi | 18 novembre 2011  | download digitale | Atlantic  |
| Svizzera    | 9 dicembre 2011   | download digitale | Atlantic  |
| Finlandia   | 2 gennaio 2012    | download digitale | Atlantic  |
| Norvegia    | 2 gennaio 2012    | download digitale | Atlantic  |
| Stati Uniti | 31 gennaio 2012   | Radio             | Atlantic  |
| Regno Unito | 18 marzo 2012     | Digital Download  | Atlantic  |
| Stati Uniti | 26 marzo 2012     | download digitale | Atlantic  |